# Trungy
Trungy ist eine französische Gemeinde im Département Calvados in der Region Normandie mit 212 Einwohnern (Stand: 1. Januar 2022). Trungy gehört zum Arrondissement Bayeux und zum Kanton Trévières. Die Einwohner werden Trungiens genannt.

## Geografie
Trungy liegt etwa 16 Kilometer südsüdwestlich von Bayeux. Umgeben wird Trungy von den Nachbargemeinden Juaye-Mondaye im Norden und Osten, Aurseulles im Süden sowie Saint-Paul-du-Vernay im Westen und Nordwesten.

## Bevölkerungsentwicklung
| 1962                      | 1968 | 1975 | 1982 | 1990 | 1999 | 2006 | 2013 |
| ------------------------- | ---- | ---- | ---- | ---- | ---- | ---- | ---- |
| 250                       | 268  | 212  | 209  | 209  | 234  | 219  | 229  |
| Quelle: Cassini und INSEE |      |      |      |      |      |      |      |

## Sehenswürdigkeiten
- Kirche Saint-Vigor aus dem 13. Jahrhundert

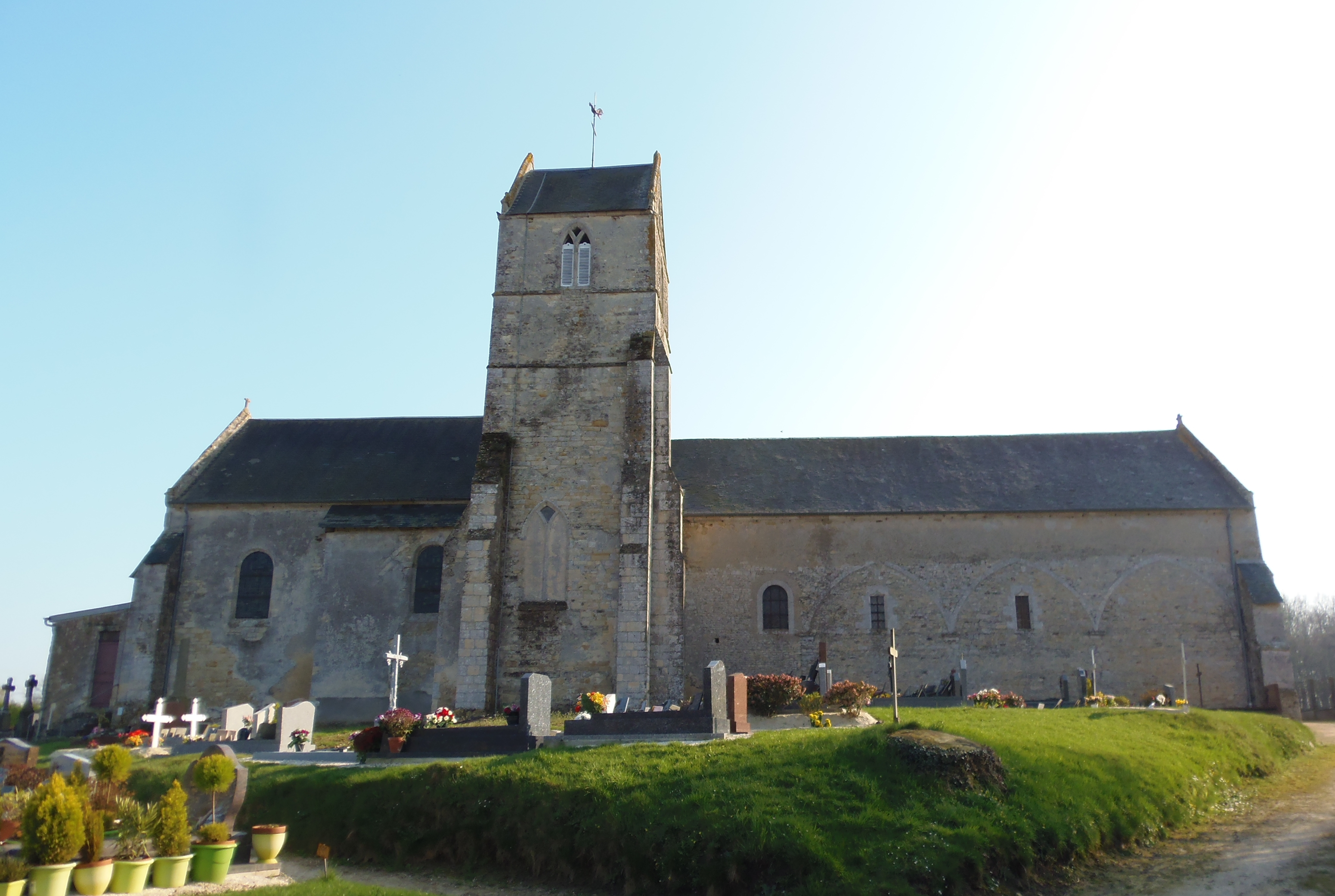
Kirche Saint-Vigor